# Тристан и Изольда (ваза)
«Тристан и Изольда» (фр. Tristan et Yseult) — ваза французского художника по стеклу Жака Грюбера, представителя школы Нанси в ар-нуво. Изготовлена в 1897 году на стекольной мануфактуре братьев Дом; изображает средневековый миф о Тристане и Изольде. Находится в коллекции Музея изобразительного искусства в Нанси (Франция).

## История
Ваза была изготовлена мануфактурой братьев Дом в сотрудничестве с Жаком Грюбером примерно в 1897 году. Это одно из исключительных произведений, созданных Грюбером для фабрики Дом и предназначенных для демонстрации ноу-хау изготовления хрусталя на крупных международных выставках.
Ваза была представлена на Всемирной выставке 1897 года в Брюсселе, на которой ар-нуво занимало особое место, и на Всемирной выставке 1900 года в Париже.
Она была приобретена музеем у хрустального завода Дом в 1983 году и находится в экспозиции музея «Домский хрусталь».

## Декор

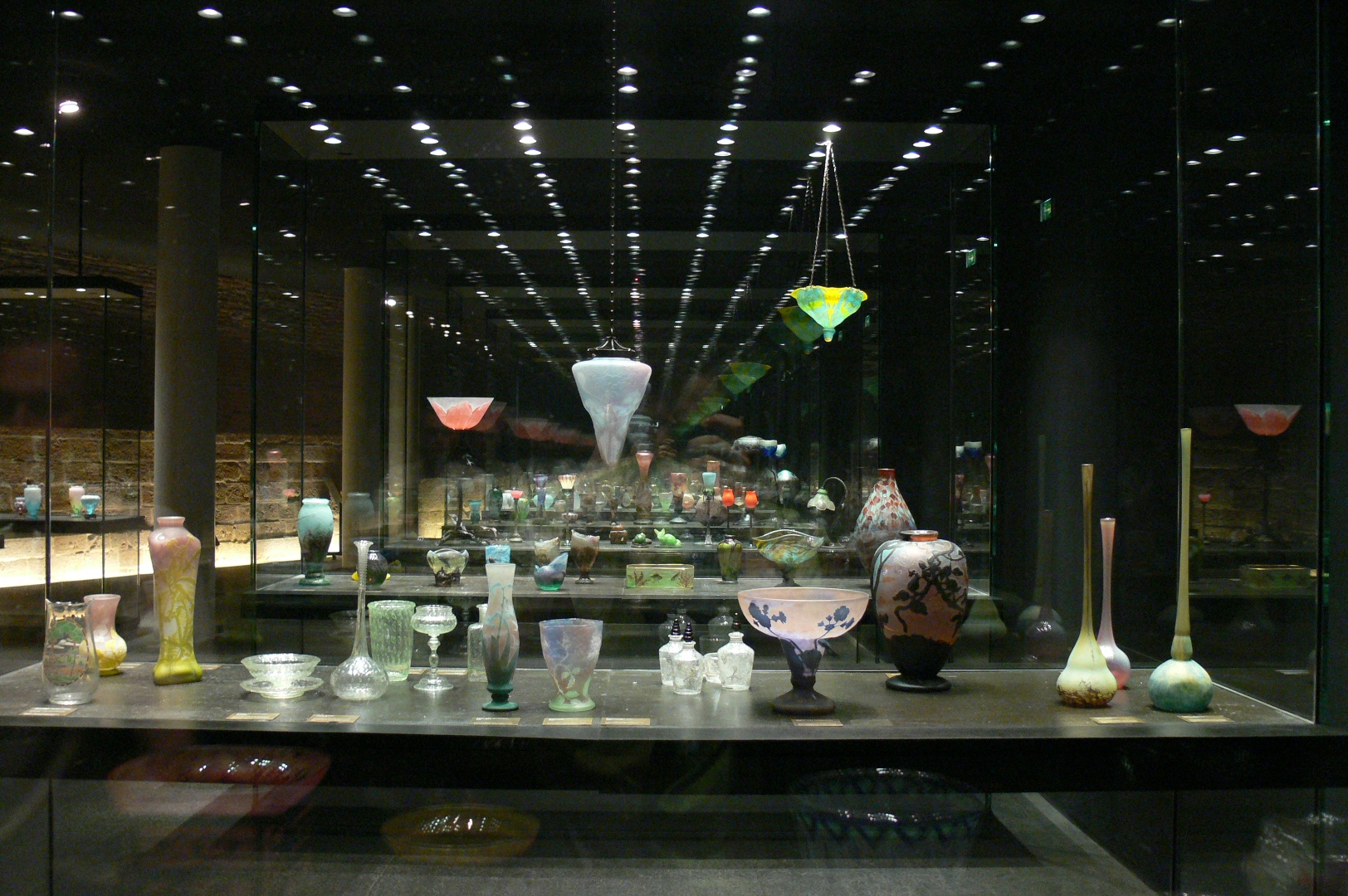
Ваза в экспозиции музея. Видна обратная сторона

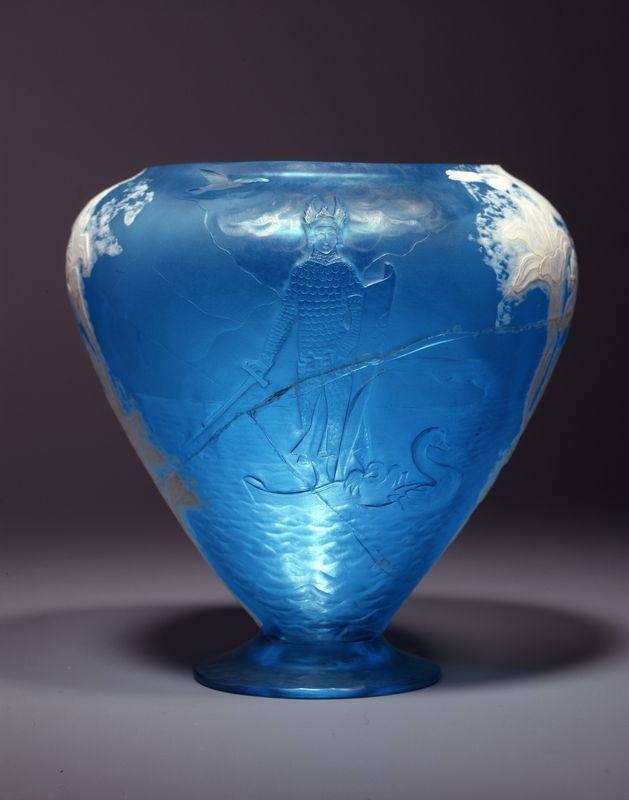
Ваза «Мечтание Эльзы»

Декор вазы изображает средневековый миф о Тристане и Изольде, возрождённый в конце XIX века одноимённой оперой Рихарда Вагнера. На передней стороне вазы изображены два главных героя мифа в чёрных силуэтах в профиль на розово-оранжевом фоне. Мягкие голубоватые облака подчёркивают сумеречный пейзаж, на которых тихо приветствуют друг друга два чёрных силуэта, что отсылает к моменту встречи влюблённых с наступлением темноты и рождению их любви…. С противоположной стороны — изображение ветки с цветочными мотивами, имеющее декоративное назначение. В произведении заметно влияние античной керамики.
Использование человеческих фигур для украшения вазы явилось исключительным в производстве мастерской Дома после 1898 года. Декоративные мотивы ограничиваются обращением к древним, мифологическим или средневековым темам: как в этой вазе, так и в других совместных работах Дома и Грюбера («Мечтание Эльзы», «Час покоя»).

## Техника
Ваза изготовлена из многослойного выдувного стекла с гравировкой и чеканкой. Подставка сделана отдельно и припаяна.